# 企業情報学部
企業情報学部（きぎょうじょうほうがくぶ、英: Faculty of Corporate Intelligence）とは、比較的新しい学問である企業情報学を教育研究する大学の学部である。

## 概要
企業情報学を専攻する。

## 設置大学

### 公立
- 長野大学

### 私立
- 大阪学院大学